# Sinton (Teksas)
Sinton je grad u američkoj saveznoj državi Teksas. Prema popisu stanovništva iz 2010. u njemu je živjelo 5.665 stanovnika.